# Хассельбах, Ганс-Карл
Ганс Карл фон Хассельбах (Гассельбах) (нем. Hans Karl von Hasselbach, 2 ноября 1903, Берлин — 21 декабря 1981, Пуллах) — штурмбаннфюрер СС (21 июня 1943), один из личных врачей Адольфа Гитлера.

## Биография
Изучал медицину в университетах Бреслау, Мюнхена, Фрайбурга и Ростока.
В 1927 г. стал доктором медицины, затем ассистентом главного врача в университетской больнице Бергманшейль при Рурском университете в Бохуме, а в ноябре 1933 г. перешёл на работу в клинику Шарите.
В мае 1933 вступил в НСДАП (билет № 2 794 377) и СА, а в августе 1934 года в СС (удостоверение № 264 054)
В начале 1936 году в качестве представителя Карла Брандта назначен сопровождающим врачом в штабе фюрера.
С началом операции «Барбаросса» был переведён в ставку Гитлера «Вольфсшанце» (Восточная Пруссия).
В качестве врача СС 20 апреля 1943 года получил должность экстраординарного профессора, а в июне — звание штурмбаннфюрера. В октябре 1944 года был уволен; поводом послужила его резкая критика методов лечения Гитлера, применяемых Теодором Моррелем. В 1944—1945 годах — главный врач полевого госпиталя на Западном фронте.
В апреле 1945 года был интернирован американскими властями; в августе 1948 года освобождён. В 1949—1970 годах работал главным врачом хирургического отделения клиники «Саперта» в Билефельде.